# Ben Zion Uziel

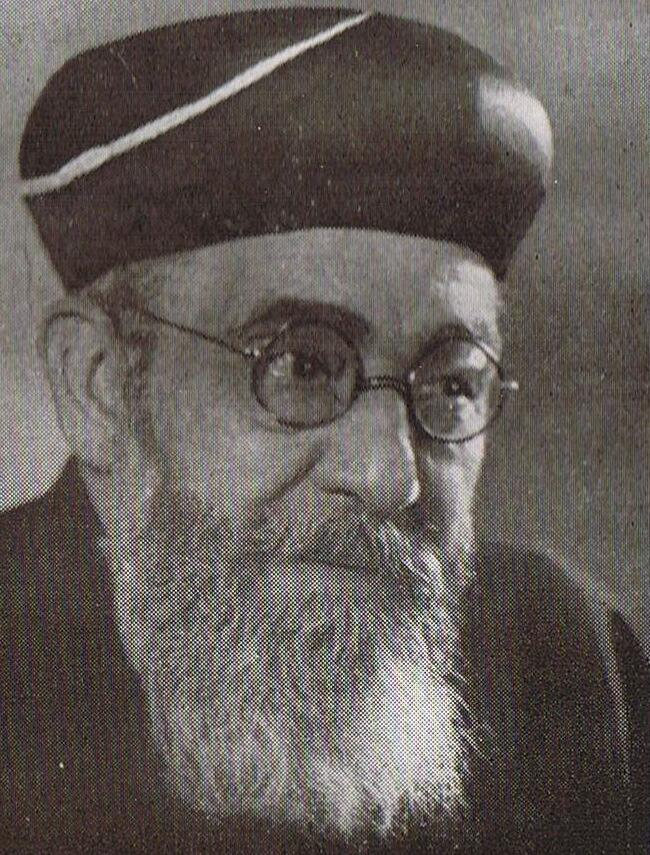
Ben Zion Meir Chai Uziel, 1945

Ben Zion Meir Chai Uziel (* 1880 in Jerusalem; gest. 4. September 1953 / 24. Elul 5713 ebenda) war von 1939 bis 1953 der Oberrabbiner der sefardischen Gemeinden in Erez Jisrael bzw. im Staat Israel.

## Leben
Ben Zion Uziel wurde in Jerusalem geboren, wo sein Vater Joseph Raphael Av Beth Din der sefardischen Gemeinschaft war. Im Alter von zwanzig Jahren wurde er Jeschiva-Lehrer (an der Jeschivat Tifʾeret Jeruschalajim) und gründete die Jeschivat Machaziqei Torah. Zu dieser Zeit musste er nebenher noch seinen Lebensunterhalt beim Schächten verdienen. 1911 wurde er Chacham Baschi von Jaffa. Seine ideologische Nähe zu Großrabbiner Kook half mit, viele althergebrachte Spannungen zwischen Sefarden und Aschkenasim zu lösen oder zu mildern. So wurde er schnell zur sefardischen Führungsfigur, musste aber aufgrund seiner Interventionen bei der osmanischen Regierung (Hohe Pforte) zu Gunsten verfolgter Juden das Land Richtung Damaskus verlassen. Noch vor dem Einzug der britischen Armee durfte er nach Palästina zurückkehren. 
1921 wurde er mit Einverständnis der Gemeinde Jaffa/Tel-Aviv Oberrabbiner in Saloniki für drei Jahre, kehrte aber 1923 als sefardischer Oberrabbiner Tel-Avivs zurück. Als solcher setzte er sich erfolgreich für den Bau (1925–1931) der sephardischen Großen Synagoge der Stadt ein. Uziel nahm seinen Dienstsitz an der neuen Großen Synagoge. Im Jahr 1939 wurde Uziel zudem Rischon le-Zion (רִאשׁוֹן לְצִיּוֹן ‚Erster zu Zion‘, offizielle Bezeichnung des sefardischen Oberrabbiners des Landes). Als sefardischen Oberrabbiner Tel Avivs löste ihn 1942 Rabbi Jaʿaqov Moscheh Toledano ab, der bis dahin in gleicher Funktion in Kairo amtierte. 
Ben Zion Uziel war Mitglied in der Assefat haNivcharim, aus deren Mitte er in den Nationalausschuss (hebräisch הַוַּעַד הַלְּאֻמִּי HaWaʿad haLeʾummī) gewählt wurde, die Exekutive der Personalkörperschaft jüdischer Palästinenser (Jischuv), sowie Teilnehmer der Versammlung, aus der die Jewish Agency hervorging. Er wurde vom Government of Palestine der Mandatsmacht als Repräsentant der jüdischen Gemeinschaft Palästinas betrachtet und beeindruckte alle durch seine würdevolle Haltung. In dieser Zeit sprach er als Vorsitzender des Jischuv, für die Kotel-Vereinigung, vor dem Runden Tisch in London und vor der UNO. 
Er war auch der Gründer der Jeschivat Schaʿar Zion in Jerusalem und entfaltete eine groß angelegte publizistische Tätigkeit, indem er viele Beiträge zu religiösen, lokalpolitischen und national bedeutenden Themen verfasste. Von ihm stammen die Bücher Mischpetei Uziʾel, drei Bände über den Schulchan Aruch und das Sefer Machmone Uziel. Viele weitere seiner Bücher wurden nie gedruckt.
Den biblischen Spruch „Liebe, Wahrheit und Frieden“ (Sacharja 8,19) machte er zu seinem Lebensmotto. Das Zitat hing gerahmt über seinem Schreibtisch und war seinen Briefbögen eingedruckt.